# Lista de igrejas de Goiânia

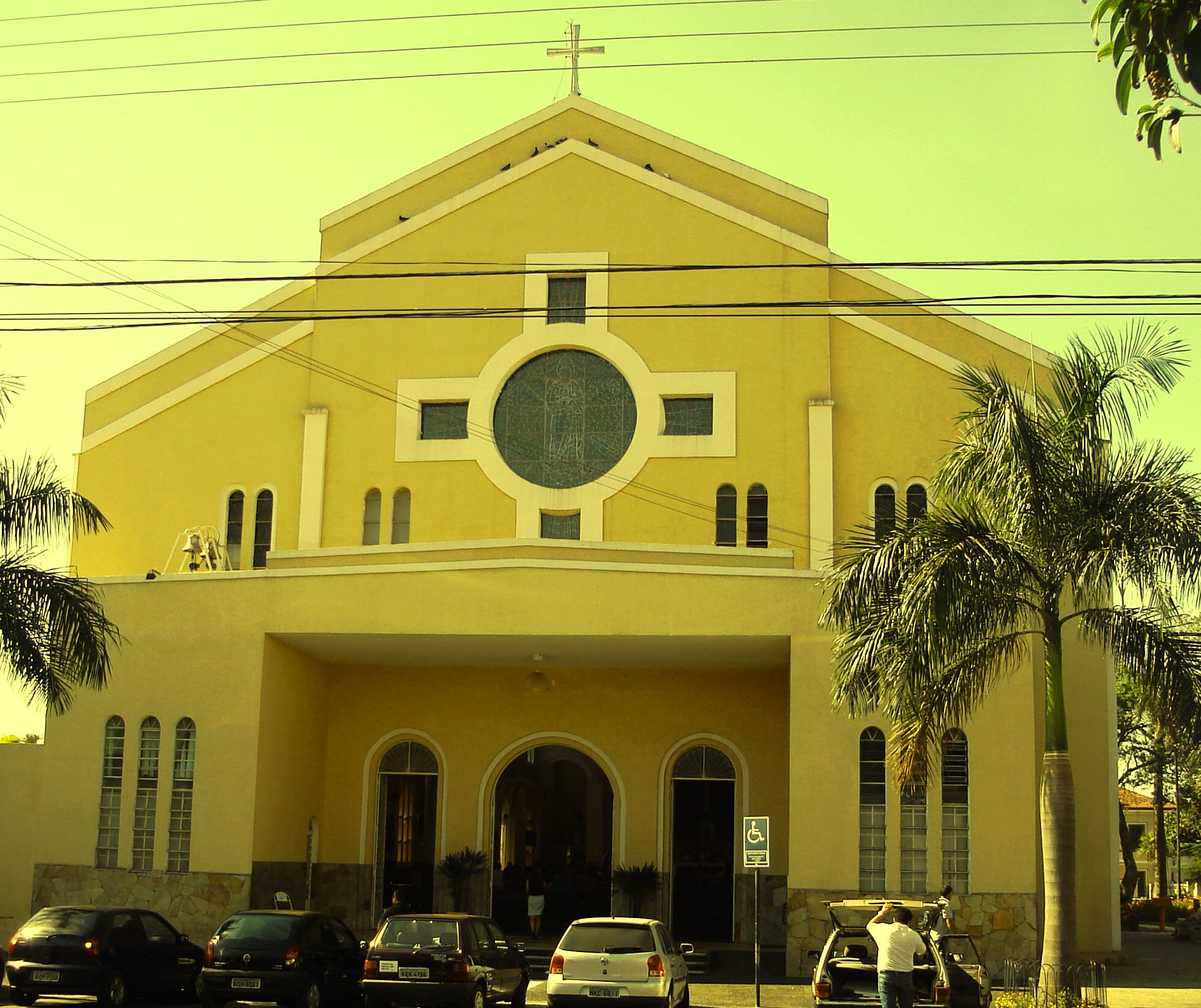
Igreja Matriz de Campinas, localizada no bairro de Campinas.

Esta é a lista de igrejas de Goiânia, capital do estado brasileiro de Goiás. A capital é predominantemente católica, entretanto grande parte de sua população é protestante.

## Principais templos católicos
- Igreja Matriz de Campinas - Campinas
- Paróquia Cristo Rei - Parque Atheneu
- Paróquia Imaculado Coração de Maria - Centro
- Paróquia Jesus Bom Pastor - Jardim Guanabara
- Paróquia Nossa Senhora Aparecida e Santa Edwiges - Nova Suíça
- Paróquia Nossa Senhora Auxiliadora (Catedral Metropolitana) - Centro
- Paróquia Nossa Senhora Auxílio dos Cristãos - Sudoeste
- Paróquia Nossa Senhora da Assunção - Vila Itatiaia
- Paróquia Nossa Senhora de Fátima - Aeroporto
- Paróquia Nossa Senhora Rainha da Paz - Setor União
- Paróquia Nossa Senhora da Rosa Mística - Setor Bueno
- Paróquia Universitária São João Evangelista - Universitário
- Paróquia Sagrada Família - Vila Canaã
- Paróquia São João Bosco - Setor Oeste
- Paróquia São Judas Tadeu - Coimbra
- Paróquia São Sebastião - Jardim América
- Paróquia São Paulo Apóstolo - Setor Oeste
- Santuário São Leopoldo Mandic - Jaó

## Principal templo Otodoxo
- Igreja Otodoxa Antioquina São Nicolau de Goiânia - Setor Oeste

## Principais templos protestantes

### Igrejas reformadas
- Primeira Igreja Presbiteriana de Goiânia - Setor Central
- Segunda Igreja Presbiteriana de Goiânia - Setor Oeste
- Capela Presbiteriana de Goiânia - Setor Criméia Oeste
- Igreja Presbiteriana Jardim Goiás - Setor Jardim Goiás
- Igreja Presbiteriana de Campinas - Setor Campinas
- Igreja Presbiteriana de Vila Nova - Setor Vila Nova

### Igreja pentecostais e neopentecostais
- Assembleia de Deus Campo de Campinas - Setor Campinas
- Assembleia de Deus Ministério Fama - Setor Fama
- Assembleia de Deus Ministério Bethel - Setor Bueno
- Hebrom Igreja - Uma Família com Propósito - Setor Oeste
- Igreja de Deus no Brasil (IDB Campinas) - Setor Coimbra[2]
- Igreja Apostólica Fonte da Vida - Setor Pedro Ludovico
- Igreja Luz Para os Povos - Setor Marechal Rondon (Fama)
- Igreja Videira - Setor Bueno
- Comunidade Viva a Graça  - Setor Pedro Ludovico

### Outras igrejas protestantes tradicionais
- Primeira Igreja Batista de Goiânia - Setor Central
- Igreja Anglicana de Goiânia - Parque Anhanguera
- Igreja Cristã Evangélica de Goiânia - Setor Central
- Igreja Cristã Evangélica de Campinas - Setor Coimbra
- Igreja Cristã Evangélica do Setor Oeste - Setor Bueno
- Igreja Cristã Evangélica do Setor Pedro Ludovico - Setor Pedro Ludovico